# Iberis
Iberis es un género de plantas con flores de la familia Brassicaceae. Comprende hierbas y arbustos en el Viejo Mundo. Las hojas y las raíces se usan por sus propiedades medicinales. Varias especies se conocen vulgarmente con el nombre de carraspique.
El género Iberis consiste en alrededor de 50 especies de arbustos caducos o perennes. Se cultiva en todo el mundo como planta ornamental.
Se usa en homeopatía para la ansiedad y dolor muscular.[cita requerida] De acuerdo con los EE. UU. Dispensatory (1918), las hojas, tallo y raíz se dice que poseen propiedades medicinales, pero las semillas son más eficaces.[cita requerida] La planta parece haber sido empleada por los antiguos en el reumatismo, gota y otras enfermedades.[cita requerida] En grandes dosis, producen vértigo, náuseas y diarrea, y puede ser útil en hipertrofia cardíaca, asma y bronquitis.[cita requerida]
El género Iberis consta de alrededor de 50 especies de plantas anuales, perennes y arbustos perennes. Son excelentes para los jardines de roca y vallados. Tiene un rápido crecimiento anual con las hojas verdes en forma de lanza. Alcanza una altura de aproximadamente 40 cm .

## Especies
- Iberis amara
- Iberis carnosa
- Iberis gibraltarica
- Iberis odorata L. - carraspique blanco, zaraza.[1]
- Iberis pectinata
- Iberis pruitii
- Iberis sempervirens
- Iberis tenoreana
- Iberis umbellata